# Maurice Roy (historien)
Pour les articles homonymes, voir Roy et Maurice Roy.
Maurice Roy, né à Paris le 28 août 1856 et mort à Paris le 24 juin 1932, est un historien français, spécialiste de la Renaissance.

## Biographie
Après des études de droit, il entre en 1879 à la Caisse des dépôts et consignations, où il sert pendant vingt-cinq ans. En 1893, il est nommé conseiller référendaire à la Cour des comptes.
Parallèlement, il se passionne pour la recherche historique et archéologique. À la demande de la Société des anciens textes français, dont il fait partie, il établit l'œuvre en vers de Christine de Pisan en trois volumes (1886-1896).
Ses recherches d'archives, notamment le dépouillement d'actes notariés, lui permettent de démontrer l'existence de deux Jehan Cousin : le père, Jean Cousin l'Ancien, mort en 1560, et le fils, Jean Cousin le Jeune, mort en 1594. Il apporte également de nouvelles données sur Philibert Delorme, Pierre Bontemps, Jean Goujon, ainsi que sur la Sainte-Chapelle de Vincennes, le château d'Anet. Les nombreux articles qu'il publie à leur sujet sont réunis en 1929 dans un ouvrage intitulé Artistes et Monuments de la Renaissance en France, suivi d'un second tome publié à titre posthume en 1934.
Maurice Roy fut élu membre de l'Académie des inscriptions et belles-lettres en 1929.
On trouvera, dans le Bulletin de la Société Archéologique de Sens (Tome XXXVIII - années 1931-1933 - page 56), une liste exhaustive des écrits de Maurice Roy.

## Principales publications
- Étude historique sur les consignations antérieurement à 1816, 1881
- Le Ban et l'arrière-ban du bailliage de Sens au XVIe siècle, contenant les noms des seigneurs et hommes d'armes, la liste des fiefs, avec l'indication de leur revenu annuel, publié par Maurice Roy, 1885 Texte en ligne
- Les Deux Jehan Cousin (1490-1560, 1522-1594), Sens, 1909.
- Œuvres poétiques de Christine de Pisan, publiées par Maurice Roy, 3 vol., 1886-1896. Réédition : New York : Johnson reprint, 2 vol., 1965
- Le Chesnoy lez Sens, histoire d'un fief et de ses seigneurs, 3 fasc., 1901-1912
- Artistes et Monuments de la Renaissance en France, 1929 ; 1934

## Distinctions
- Chevalier de la Légion d'honneur